# Sfincter muscular extern al uretrei masculine
Sfincterul muscular extern al uretrei masculine (sfincterul uretrei membranoase, sfincter uretrae externus) este cel ce înconjoară pe întreaga lungime a uretrei membranoase și este închis în fascia diafragmei urogenitale. 
Fibrele sale externe apar din joncțiunea ramurei osului pubian inferior și a osului ischium, în proporție de 1,25 la 2 cm. și, din fascia vecină. 
Acestea se învârtesc în fața uretrei și a glandelor bulbouretrale, trec în jurul uretrei și în spatele ei se unesc cu mușchiul părții opuse, cu ajutorul unui rafeu tendinos. 
Fibrele sale mai din interior formează o formațiune circulară continuă pentru uretra membranoasă. 

## Fiziologie
Sfincterul muscular extern ajută la menținerea continuității urinei, împreună cu sfincterul uretral intern, care este sub control al sistemului nervos autonom. Mușchiul sfincterului extern previne scurgerile de urină, deoarece mușchiul este contractat tonic prin fibre somatice care provin din nucleul lui Onuf și trec prin nervii spinali sacri S2-S4, apoi pe calea nervul pudendal care face sinapse în mușchi.  
Eliminarea urinei începe  cu relaxarea voluntară a sfincterului uretral extern. Acest lucru este facilitat de inhibarea neuronilor somatici din nucleul lui Onuf prin semnalele apărute în centrul micțiunii pontine și care se deplasează prin tracturile reticulospinale descendente. În timpul ejaculării, sfincterul extern se deschide și sfincterul intern se închide. 

## Imagini suplimentare

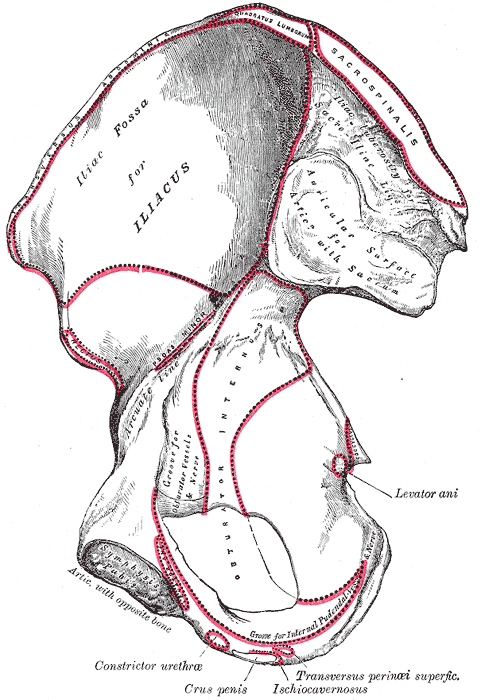
Osul șoldului drept. Suprafața internă.